# وینسوم
وینسوم (به هلندی: Winsum) یک شهرستان در هلند است که در خرونینگن واقع شده‌است. وینسوم ۱ متر بالاتر از سطح دریا واقع شده‌است.